# Александра Херасименя
Александра Викторовна Херасименя (на беларуски: Аляксандра Віктараўна Герасіменя; на руски: Александра Викторовна Герасименя) е беларуска плувкиня.
Тя е двукратна вицешампионка на Олимпийските игри 2012 г. (50 метра свободен стил), бронзова медалистка на Олимпийските игри 2016 г. (50 метра свободен стил), носителка на златни медали от Световно и Европейско първенство както при „дълги води“ (50 м басейн), така и при „къси води“ (25 м басейн). Многократна шампионка от Универсиадите през 2009, 2011 и 2013 г. През 2012 г. получава званието „Заслужил майстор на спорта на Република Беларус“. Състезава се в плуване свободен стил, гръб и бътерфлай. През октомври 2020 г. тя оглавява беларуския фонд за спортна солидарност. Участва активно в опозиционната политическа дейност.

## Биография
Родена е на 31 декември 1985 г. в град Минск, Белоруска ССР, СССР.
През февруари 2001 г. на републиканското първенство тя печели два златни медала в гребните плувания на разстояние 50 и 100 метра. През 2003 г. тя е дисквалифицирана за 4 години заради допинг. По-късно присъдата е намалена с 2 години.
Тя постига най-високите си постижения през 2010 – 2012 г. През 2010 г. тя печели Европейското първенство по водни спортове в Будапеща в гребните плувания на разстояние 50 метра (където става втора и на 100 метра свободен стил). През 2011 г. на световното първенство в Шанхай тя дели първото място на 100 метра свободен стил с датчанката Жанет Отесен.
Тя участва на Олимпиадата в Лондон през 2012 г., като на 2 август тя печели сребро на 100 метра свободен стил с национален рекорд от 53,38 секунди, губейки от Раноми Кромовиджойо от Холандия, която плува олимпийския рекорд от 53,00 секунди. На 4 август на 50 метра свободен стил историята се повтаря: Герасименя плува национален рекорд (24,28 секунди), но губи от Кромовидьо (24,05 секунди).
В края на 2012 г. тя печели златото на 50 метра свободен стил в 25-метров басейн първо на Европейското първенство в Шартър, а след това и на Световното първенство в Истанбул.
През лятото на 2013 г. тя печели три златни медала (50 и 100 метра свободен стил, 50 метра бътерфлай) и едно сребро (50 метра в гребно плуване) на Универсиадата в Казан. На дистанция 50 метра свободен стил тя печели трета поредна Универсиада.
На летните олимпийски игри в Рио през 2016 г. тя печели бронзов медал във финалния манш на 50 метра свободен стил.
На 7 август 2019 г. спортистката обявява края на спортната си кариера.

## Личен живот
През август 2017 г. Александра се омъжва за беларуския плувец Евгений Цуркин, а на 17 септември 2018 г. им се ражда дъщеря на име София. През март 2023 г. Александра Херасименя заявява, че се развежда със съпруга си.